# شرکت بیمه عمومی هند
شرکت بیمه عمومی هند (انگلیسی: General Insurance Corporation of India) شرکت دولتی بیمه هندی است، که در سال ۱۹۷۲ توسط وزارت اقتصاد هند تأسیس شد.